# مونتئو روئرو
مونتئو روئرو (به ایتالیایی: Monteu Roero) یک کومونه در ایتالیا است که در استان کونیو واقع شده‌است. مونتئو روئرو ۲۴٫۴۵ کیلومترمربع مساحت و ۱٬۶۷۲ نفر جمعیت دارد و ۳۹۵ متر بالاتر از سطح دریا واقع شده.